# Sobrado Grande da Madalena
O Sobrado Grande da Madalena tombado pelo IPHAN, foi inicialmente a casa-grande do Engenho da Madalena, no Recife, Pernambuco, Brasil.

## História
Sua construção data do século XVII, por Pedro Duro, como prédio de um dos mais importantes engenhos de açúcar de Pernambuco.
Foi utilizado como fortificação durante a invasão holandesa.
Depois o sobrado pertenceu a vários donos, e no século XIX foi residência do Barão de Goiana, um abolicionista que participou na elaboração da Lei Áurea. Nessa época, o prédio passou por várias reformas, quando assumiu a configuração atual.
Também foi residência do Conde da Boa Vista.
Serviu de moradia para, entre outros, o Conselheiro João Alfredo, Presidente do Conselho do Império, um abolicionista de grande influência, a ponto de ter participado na elaboração da Lei do Ventre Livre e na Lei Áurea. Essa característica empresta ao sobrado uma segunda identificação, que é a Casa do Conselheiro João Alfredo
Durante a Segunda Guerra Mundial foi ocupado por uma unidade do Exército Brasileiro.
Depois foi utilizado por empresas particulares, tais como a Cooperativa de Transportes João Alfredo e a Companhia Pernambucana Autoviária Ltda, quando foi utilizado como oficina de reparo de veículos.
Depois passou longo tempo abandonado.

## Arquitetura
Em estilo colonial, é revestido de azulejos portugueses.
Apresenta janelas em guilhotina no térreo e portas com balcão de grade no primeiro andar.

## Tombamento
Por sua história e seu estilo arquitetônico, o Sobrado da Madalena foi tombado pelo Instituto do Patrimônio Histórico e Artístico Nacional - IPHAN.

## Utilização
O próprio IPHAN utiliza suas instalações, e ali mantém o escritório da quinta superintendência regional e sua biblioteca.
Também aí está instalado o Museu da Abolição — Centro de Referência da Cultura Afro-Brasileira, único no Brasil a contemplar esta parte da história do negro no país.